# Thorir Svina Bodvarsson
Thorir Svina Bodvarsson (apodado el Porcino, n. 712) fue un caudillo vikingo, rey de Hordaland. Era hijo de Bodvar Svina Kaunsson y padre de Orn Hyrna Thorisson. Varios colonos de la Mancomunidad Islandesa proclamaron ser descendientes de Thorir.